# Ilha Tupinambarana
Ilha Tupinambarana är en ö i Brasilien.   Den ligger i delstaten Amazonas, i den centrala delen av landet, 1 800 km nordväst om huvudstaden Brasília.
I omgivningarna runt Ilha Tupinambarana växer i huvudsak städsegrön lövskog. Runt Ilha Tupinambarana är det mycket glesbefolkat, med 4 invånare per kvadratkilometer.